# Поцырненци
Поцырненци (болг. Поцърненци) — село в Болгарии. Находится в Перникской области, входит в общину Радомир. Население составляет 74 человека.

## Политическая ситуация
Поцырненци подчиняется непосредственно общине и не имеет своего кмета.
Кмет (мэр) общины Радомир — Красимир Светозаров Борисов (Болгарская социалистическая партия (БСП)) по результатам выборов в правление общины.